# ヴァルデマール・レスラー
ヴァルデマール・レスラー（Waldemar Rösler、1882年4月21日 - 1916年12月14日）はドイツの画家である。印象派のスタイルの風景画を描いた。

## 略歴
ドレスデンに近い、ザクセン州のシュトリーゼン(Striesen)の写真家の息子に生まれた。程なく家族と東プロイセンのケーニヒスベルクに移り、1896年からケーニヒスベルクの美術学校で、マックス・シュミット(Max Schmidt)やエミール・ナイデ(Emil Neide)、ルートヴィヒ・デトマン(Ludwig Dettmann)に学んだ 。1902年には同じ美術学校の学生のオーダ・ハルト(Oda Hardt)と知り合い、2人は1906年に結婚することになる。
1905年のベルリン分離派の展覧会に初めて出展した。現在のポーランドのオストルダ近くのオーダ・ハルトの故郷のGut Schildeckにしばらく滞在して絵を描いた。1907年に、夫婦でベルリンに近いGroß-Lichterfeldeに移った。
1908年の展覧会でベルリン分離派の初代会長の画家、マックス・リーバーマンに認められ、マックス・ベックマン (1884–1950)やテオ・フォン・ブロックフーゼン(Theo von Brockhusen: 1882-1919)とも友人になった。1909年にベルリン分離派の会員に選ばれた。1911年にリーバーマンが会長を辞めた後ベックマンの推薦で理事を務めた。
第一次世界大戦が始まると1914年に徴兵され、西部戦線のベルギーに配属された。1915年に士官に昇格し、占領したブリュッセルに配属され、軍医として働いていた詩人のゴットフリート・ベンとも知り合った。戦争によって肉体的、精神的なダメージを受けて1916年に現在のポーランド北部のオジシュ(Orzysz)の訓練施設に送られるがそこで自殺した.。34歳であった。
娘のルイゼ・レスラー(Louise Rösler: 1907-1993)も画家になった。

## 作品

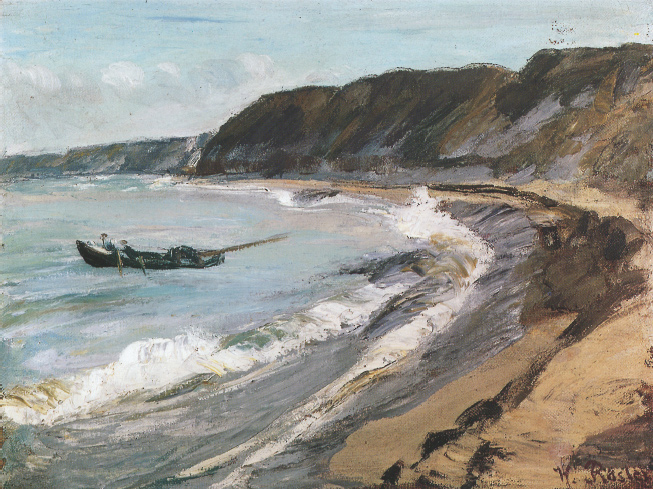
海岸
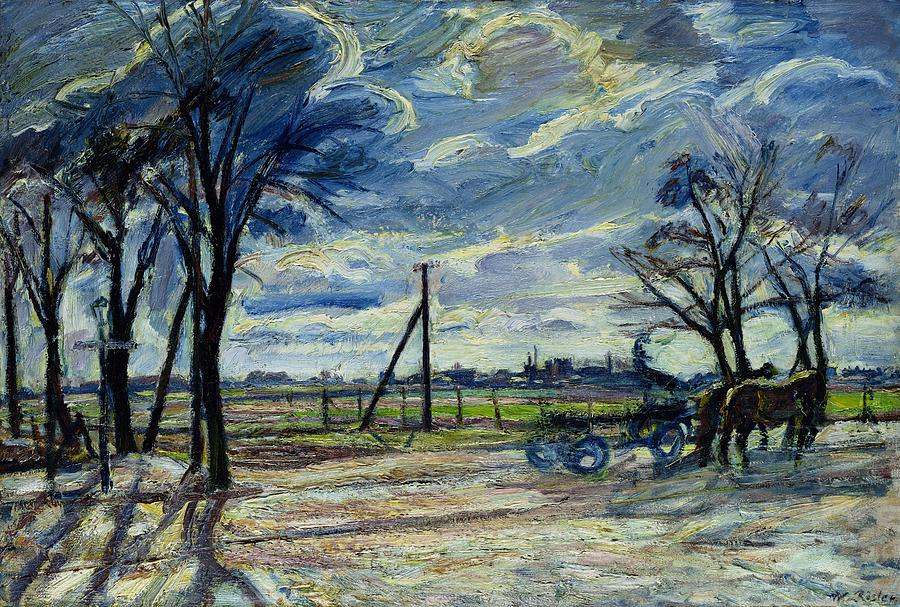
春の郊外の風景
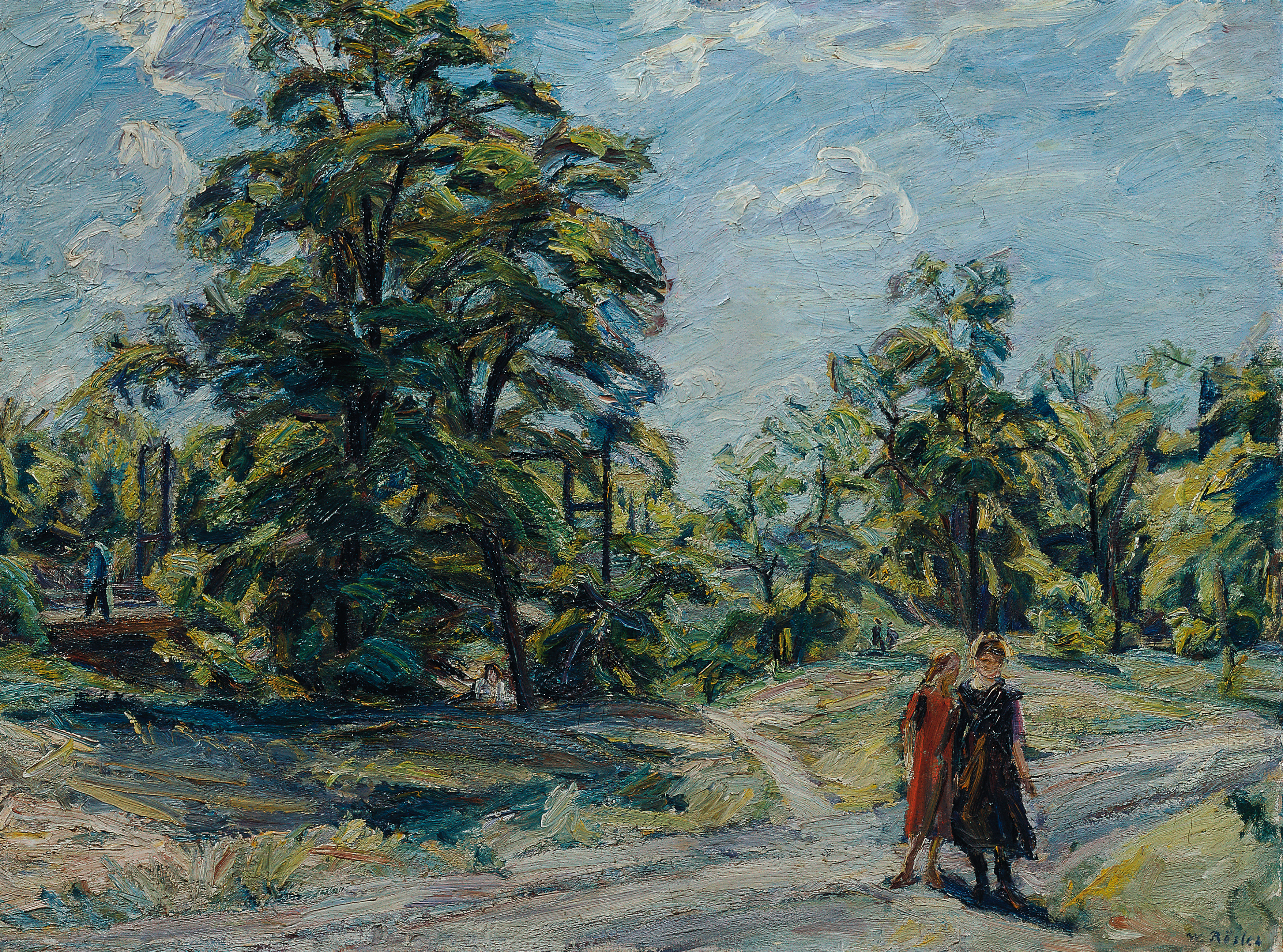
樹木のある風景画 オーストリア・ギャラリー 蔵
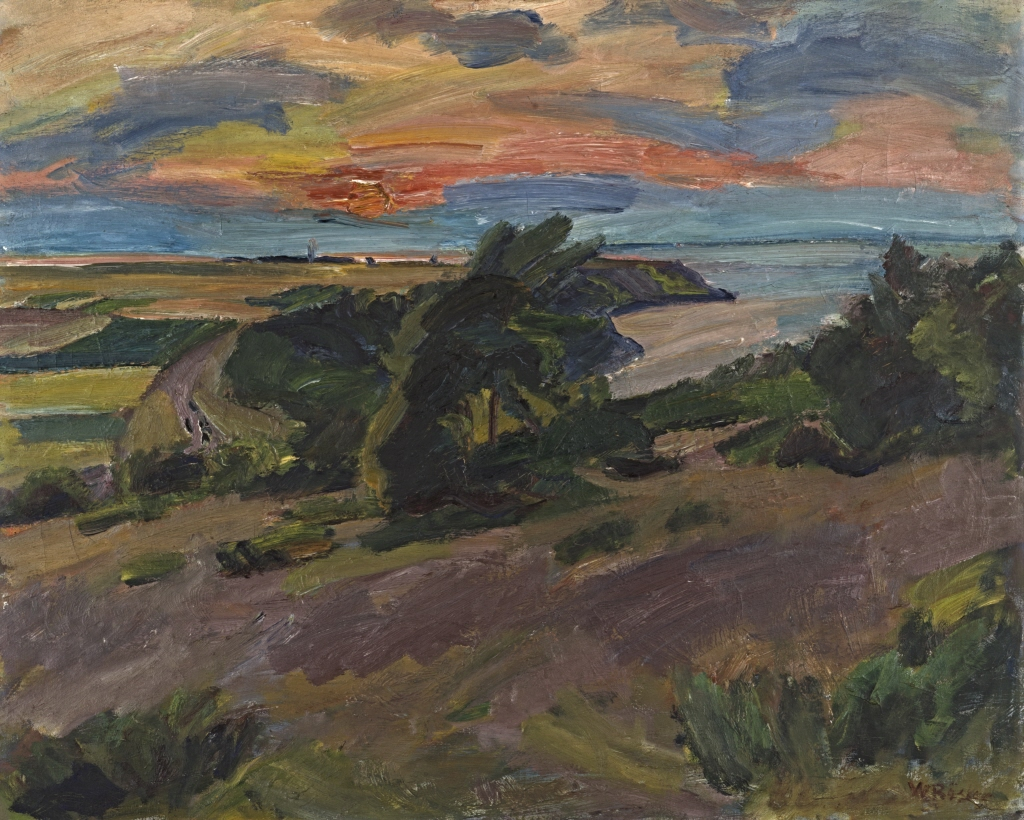
日没 Berlinische Galerie 蔵